# 阿夫林
阿夫林是敘利亞的古城，由阿勒頗省負責管轄，位於該國西北部，距離首府阿勒頗55公里，海拔高度270米，每年平均降雨量400至500毫米，2004年普查人口36,562人。